# The Wire
The Wire ist eine US-amerikanische Fernsehserie, die von 2002 bis 2008 in Baltimore (Maryland) gedreht wurde. Autor ist der ehemalige Polizeireporter David Simon, der schon die Vorlage zur Krimiserie Homicide schrieb. Gegenstand der Serie ist die Realität der postindustriellen US-amerikanischen Stadt und des Gemeinwesens. Dazu wird vor allem der Drogenhandel in Baltimore dargestellt, unter anderem aus der Sicht von Polizisten mit verschiedenen Diensträngen, Kriminellen, Drogensüchtigen, Lehrern, Politikern und Journalisten. Der Name der Serie (englisch wire bedeutet „Draht, Kabel“, auch: „Abhörgerät“) spielt auf das systematische Abhören der Telefone der Verdächtigen an. Die darauf fußenden methodischen und geduldigen Ermittlungen werden als überlegen gegenüber der üblichen Arbeitsweise der Polizei in Baltimore dargestellt.
Die Serie zeichnet sich durch eine realistische Zeichnung der Figuren aus, deren Persönlichkeiten und Beziehungen untereinander über die gesamten Staffeln hinweg entwickelt werden. Allerdings erschweren die komplexen Charaktere und Handlungsstränge den Zugang zur Serie. Dies führte zwar zu einigen äußerst positiven Kritiken, aber auch zu relativ schlechten Einschaltquoten, da viele Zuschauer der vielschichtigen Handlung nicht folgen konnten.
Manche Kritiker bezeichneten The Wire als die beste Fernsehserie aller Zeiten. Die US-Website Metacritic, welche Kritiken von verschiedenen Redaktionen zusammenfasst, bewertet die dritte und vierte Staffel mit durchschnittlich 98 %, eine der höchsten vergebenen Bewertungen für eine Fernsehserie seit Bestehen der Datenbank, wobei die anderen drei Staffeln mit durchschnittlich 88 % etwas abfielen. In der Internet Movie Database ist The Wire mit einer Durchschnittswertung von 9,3 eine der bestbewerteten mehrstaffeligen Fernsehserien. BBC kürte The Wire im Jahr 2021 zur besten Fernsehserie des 21. Jahrhunderts.
Die letzte Folge wurde in den USA auf HBO am 9. März 2008 ausgestrahlt.

## Figuren

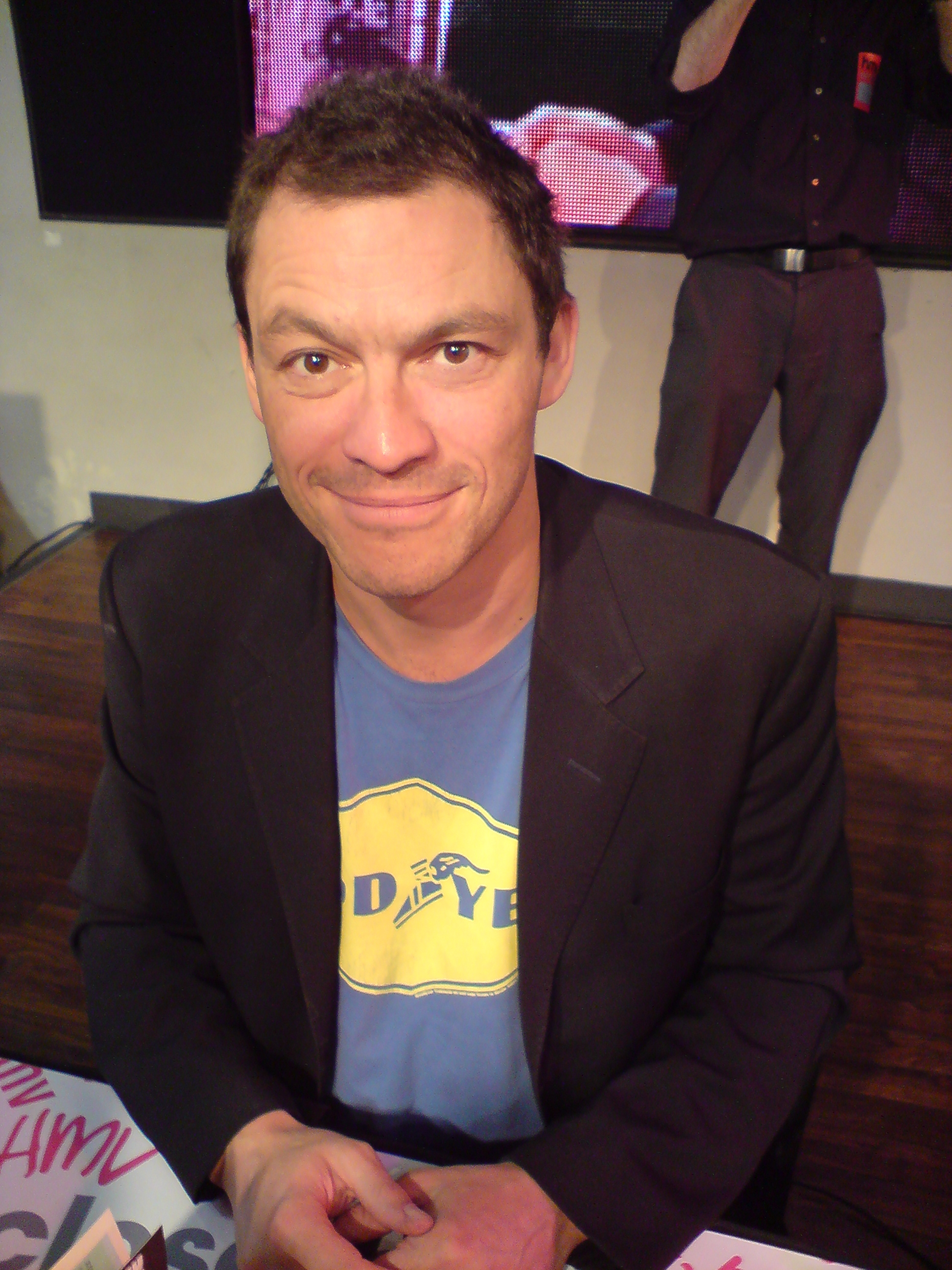
Dominic West (James „Jimmy“ McNulty)

The Wire umfasst für eine Fernsehserie eine große Anzahl von Figuren, die zudem innerhalb der Serie aufsteigen, an Macht verlieren, ihre Beschäftigung ändern oder ums Leben kommen. Die wichtigsten lassen sich ungefähr in folgende Gruppen unterteilen:

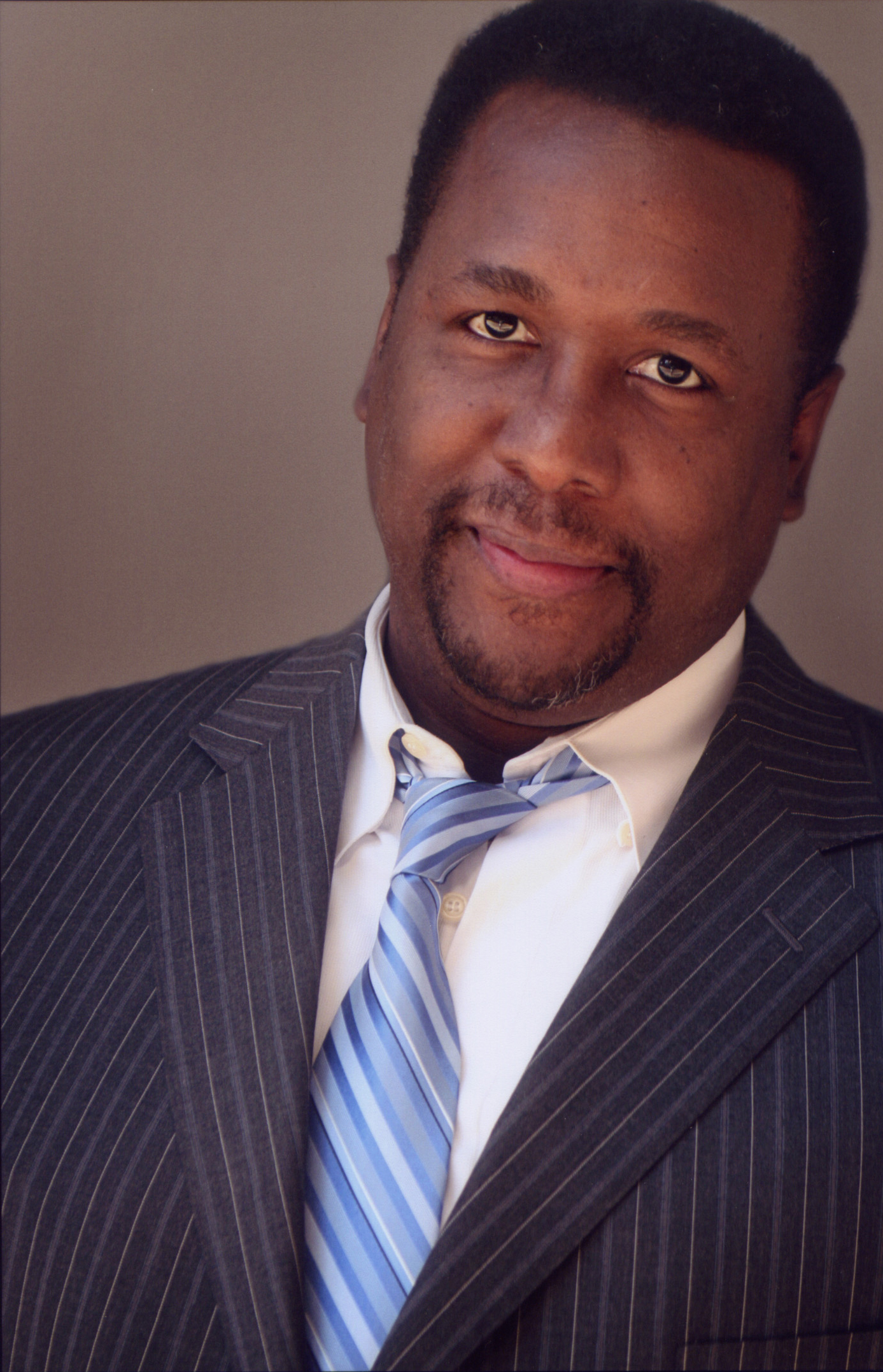
Wendell Pierce (William „Bunk“ Moreland)

Auf Seiten der Polizei entsteht eine Sonderkommission, deren Umfang, Personal und Status innerhalb der Serie einem Wandel unterworfen ist. Auf Grund ihrer Ziele setzt sie sich hauptsächlich aus Mordermittlern und Drogenfahndern zusammen. Einer Hauptrolle in der Serie am nächsten kommt Detective James „Jimmy“ McNulty (Dominic West), ein sturer Alkoholiker und genialer Mordermittler mit Hang zu One-Night-Stands und zerrüttetem Privatleben. Sein langjähriger Partner ist Detective William „Bunk“ Moreland (Wendell Pierce). Ihre Schicht in der Mordkommission wird vom Sergeant Jay Landsman (Delaney Williams) geleitet. Aus den Reihen der Drogenfahndung stammen die Detective Shakima „Kima“ Greggs (Sonja Sohn) sowie Thomas „Herc“ Hauk (Domenick Lombardozzi) und Ellis „Carv“ Carver (Seth Gilliam). Im Verlauf der Serie werden zudem Lester Freamon (Clarke Peters), Veteran im Polizeidienst und methodischer Ermittler, sowie Leander Sydnor (Corey Parker Robinson) wichtig. Leiter der Sonderkommission wird Lieutenant Cedric Daniels (Lance Reddick).
Ranghohe Polizeibeamte, mehr mit ihrer Karriere beschäftigt als mit Polizeiarbeit, sind Ervin Burrell (Frankie Faison), Polizeipräsident während des Großteils der Serie, und William Rawls (John Doman), zuständig fürs Tagesgeschäft. Wichtige Kommandeure von Polizeidistrikten sind der polnischstämmige Stanislaus „Stan“ Valchek (Al Brown) im Südosten und Howard „Bunny“ Colvin (Robert Wisdom) im Westen.

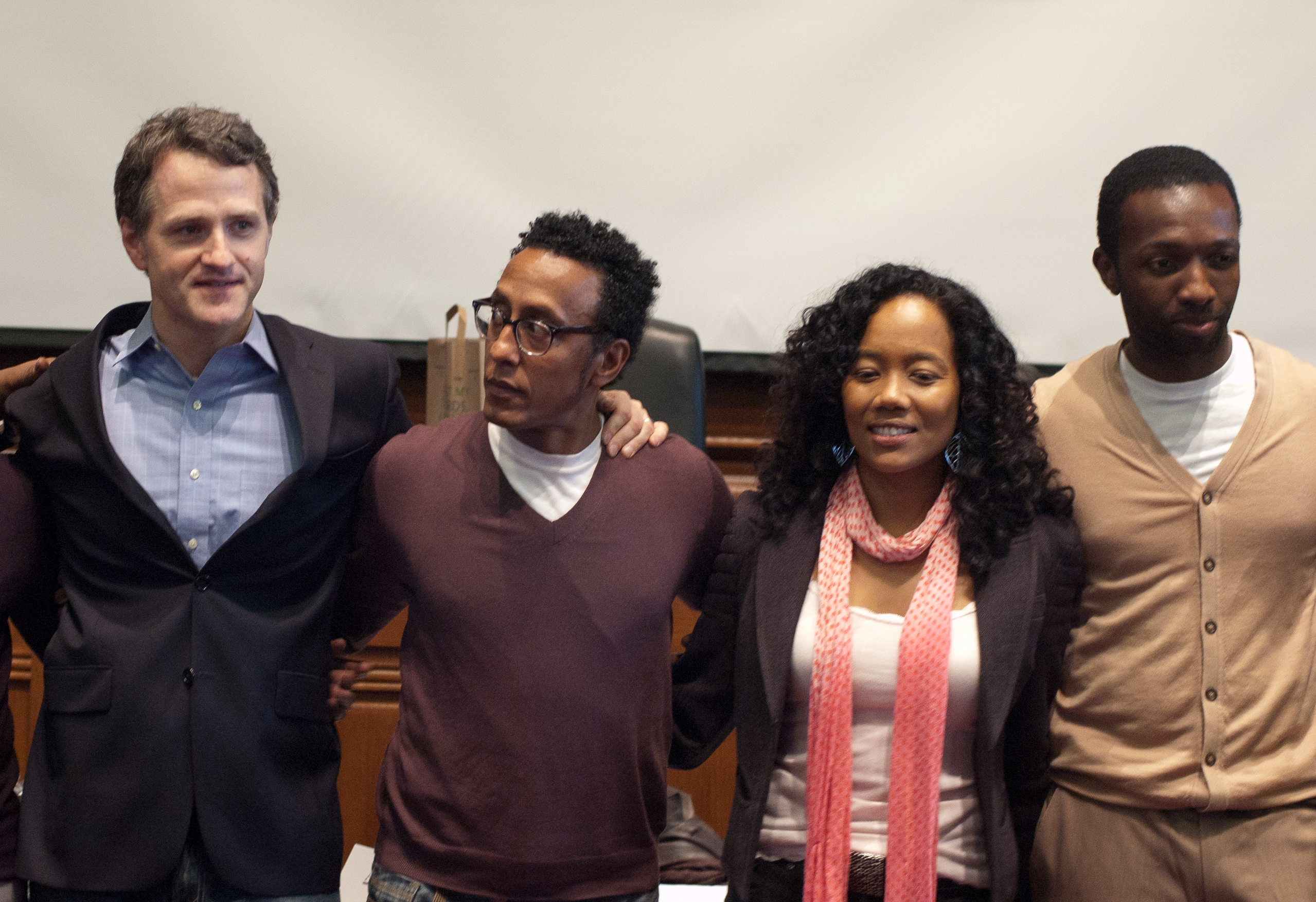
Jim True-Frost (Roland „Prez“ Pryzbylewski), Andre Royo (Bubbles), Sonja Sohn (Shakima „Kima“ Greggs), Jamie Hector (Marlo Stanfield)

Maurice „Maury“ Levy (Michael Kostroff) vertritt die Interessen der Drogenhändler als Anwalt vor Gericht. Rhonda Pearlman (Deirdre Lovejoy) ist die für die Sondereinheit zuständige Staatsanwältin und hat zeitweise eine Affäre mit Jimmy McNulty. Bei einer Verhandlung mit Richter Daniel Phelan (Peter Gerety) beginnt die Handlung.

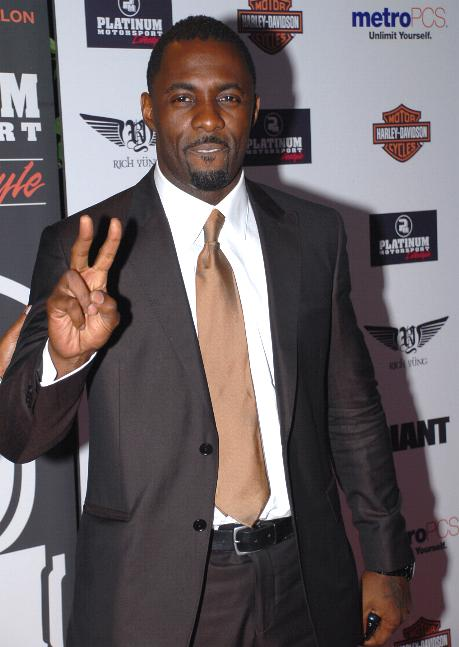
Idris Elba (Russel „Stringer“ Bell)

Drogenkönig im Westen Baltimores ist Avon Barksdale (Wood Harris). Seine rechte Hand ist Russel „Stringer“ Bell (Idris Elba). Avons junger Neffe D’Angelo (Larry Gilliard, Jr.) leitet den Verkauf in einem Teilgebiet, dabei unterstützt von Preston „Bodie“ Broadus (J. D. Williams) und Malik „Poot“ Carr (Tray Chaney). Er kümmert sich um den Jungen Wallace (Michael B. Jordan), der sich wiederum um einige elternlose Kinder kümmert. Für Gewalt und Morde ist unter anderem Wee-Bey Brice (Hassan Johnson) zuständig. Im Osten der Stadt vertreibt unter anderem Joe „Proposition Joe“ Stewart (Robert F. Chew) Drogen. Herausgefordert wird Avon Barksdale durch den emotionslosen Marlo Stanfield (Jamie Hector) und dessen gnadenlose Killer Chris Partlow (Gbenga Akinnagbe) und Felicia „Snoop“ Pearson (Felicia Pearson). Der homosexuelle Omar Devon Little (Michael K. Williams) hat sich auf das Ausrauben von Drogendealern spezialisiert. Als Polizeispitzel und Kleinkrimineller finanziert sich Reginald „Bubbles“ Cousins (Andre Royo) seine Sucht.
Im Hafen Baltimores nutzt Gewerkschaftsfunktionär Frank Sobotka (Chris Bauer) Schmiergelder für die Gewerkschaftsarbeit. Sein Neffe Nick (Pablo Schreiber) ist ebenfalls beteiligt, auch sein Sohn Ziggy (James Ransone) verstrickt sich in die Machenschaften. Bestochen wird Sobotka von der Organisation des „Griechen“ (Bill Raymond), für die sich Spiros „Vondas“ Vondopoulos (Paul Ben-Victor) um die Einzelheiten kümmert. Eine der Streifenpolizistinnen der Hafenpolizei ist die geschiedene Mutter Beadie Russell (Amy Ryan).
Thomas J. „Tommy“ Carcetti (Aidan Gillen) ist ein idealistischer, jedoch sehr ehrgeiziger Politiker mit dem Ziel, das Amt des Bürgermeisters zu erringen. Norman Wilson (Reg E. Cathey) leitet seine Wahlkampagne gegen Amtsinhaber Clarence Royce (Glynn Turman). Michael Steintorf (Neal Huff) wird später ein unverzichtbarer Helfer für Tommy Carcetti. Gut vernetzt in der lokalen Politik ist der korrupte Staatssenator Clay Davis (Isiah Whitlock, Jr.).

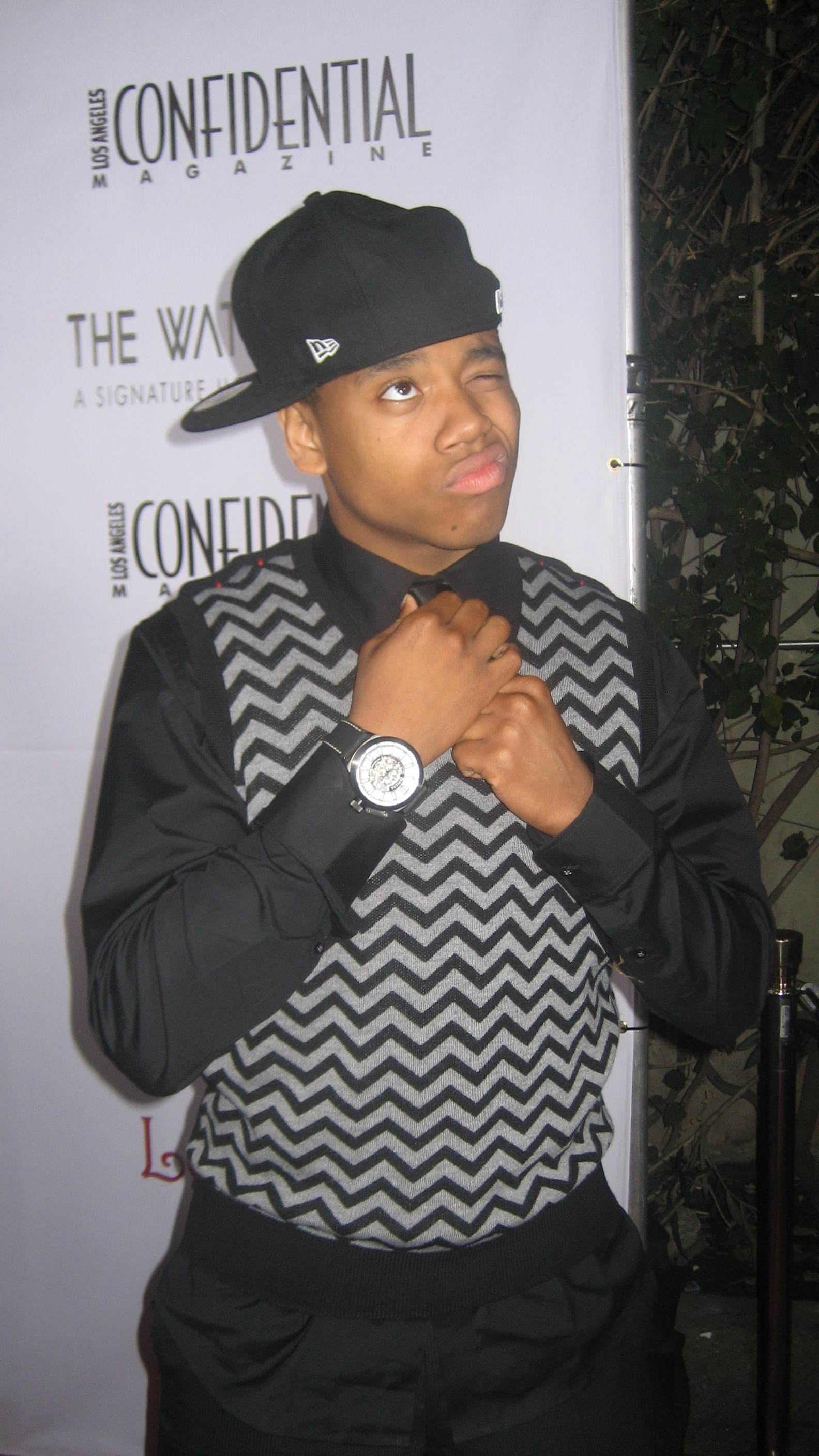
Tristan Wilds (Michael „Mike“ Lee)

Trotz ihres jungen Alters ist eine Gruppe von Freunden an einer Middle School im Westen Baltimores durch den Drogenhandel beeinflusst. Namond Brice (Julito McCullum), Gernegroß der Gruppe, wird von seiner fordernden Mutter gedrängt in die Fußstapfen seines Vaters Wee-Bey zu treten. Der Anführer Michael Lee (Tristan Wilds) ist ein verschlossener Junge, der sich an Stelle der drogensüchtigen Mutter um seinen kleinen Halbbruder „Bug“ kümmert. Randy Wagstaff (Maestro Harrell) hingegen hat eine offene Art und geschäftstüchtige Ader. Er ist ein Sohn eines Drogenhändlers und lebt bei einer Pflegemutter. Duquan „Dukie“ Weems (Jermaine Crawford) stammt aus einer Familie von Süchtigen, seine Verwahrlosung macht ihn zur Zielscheibe für den Spott anderer Kinder. Ein Aufenthaltsort der Jungen ist die Boxschule des Ex-Sträflings Dennis „Cutty“ Wise (Chad L. Coleman) der versucht, den Drogenhandel hinter sich zu lassen. Roland „Prez“ Pryzbylewski (Jim True-Frost), ehemaliges Mitglied der Sondereinheit und Schwiegersohn von „Stan“ Valchek, ist ein Lehrer an der Schule der Jungen.
In den Räumen der Baltimore Sun sind der erfahrene Augustus Haynes (Clark Johnson) und die jungen Reporter Alma Gutierrez (Michelle Paress) und Scott Templeton (Tom McCarthy) zu finden.

## Handlung
Auch wenn jede Staffel einen anderen Schwerpunkt innerhalb des Gemeinwesens darstellt, wird durch einige Protagonisten, deren Leben über mehrere Staffeln verfolgt wird, ein komplexes Geflecht an Beziehungen und Abhängigkeiten dargestellt.

### Staffel 1
Die erste Staffel folgt den Ermittlungen einer Sonderkommission der Polizei von Baltimore gegen den Drogenring Avon Barksdale und dessen „Nummer Zwei“ Stringer Bell. Nachdem ein Mordprozess gegen D’Angelo Barksdale, den Neffen von Avon Barksdale, an einer eingeschüchterten und daher falsch aussagenden wichtigen Zeugin scheitert, beschwert sich der frustrierte Mordermittler Jimmy McNulty bei dem zuständigen Richter Daniel Phelan. Aufgrund des politischen Einflusses von Phelan sieht sich die Polizeiführung gezwungen, eine Sonderkommission einzurichten. McNulty hat bereits den Ruf eines Störenfrieds und fällt bei Kollegen und Vorgesetzten durch diese Aktion vollends in Ungnade. Die Leitung der Sonderkommission überträgt die Polizeiführung daher dem aufstrebenden Lieutenant Cedric Daniels, stellt ihm jedoch nur ein Kellerbüro mit unzulänglicher Personal- und Sachausstattung zur Verfügung; einige der zugewiesenen Beamten sind entweder unfähig oder unwillig, einer ist zudem Alkoholiker.
Barksdale wird verdächtigt, den Drogenhandel im Westen Baltimores zu kontrollieren und auch Morde in Auftrag zu geben. Die Polizei verfügt jedoch kaum über eigene Erkenntnisse, nicht einmal das Aussehen Avon Barksdales ist bekannt. Ermittlungserschwerend sind neben dem allgemeinen Misstrauen der Anwohner gegenüber der Polizei auch die politischen Ränkespiele innerhalb der Polizeibehörde. Der Polizeispitzel Bubbles, ein Drogenabhängiger aus dem Milieu, kann jedoch einige wichtige Informationen liefern, sodass die Ermittlungen langsam in Gang kommen.
D’Angelo Barksdale steigt nach dem gescheiterten Mordprozess in der Hierarchie ab und muss nun den Drogenverkauf in den wenig ertragreichen „Projects“ leiten, einer zum Ghetto gewordenen Sozialsiedlung. Dabei nimmt er den Jungen Wallace unter seine Fittiche. Neben den polizeilichen Ermittlungen macht den Barksdales der Gangster Omar Little das Leben schwer. Nachdem Omar mehrere Drogenverstecke überfallen hat, wird sein Liebhaber von Avon Barksdales Männern grausam zu Tode gefoltert und seine Leiche in den Projects zur Schau gestellt. Omar Little beginnt daher einen Rachefeldzug, für den er kurzzeitig mit den Ermittlern zusammenarbeitet und der in einem misslungenen Mordanschlag auf Avon Barksdale gipfelt. Wallace, der eine Mitschuld am Tod von Omars Liebhaber trägt, versucht sich von den Projects zu lösen, kehrt aber zurück und wird auf Avon Barksdales Befehl von seinen eigenen Freunden hingerichtet. Mit Hilfe der Stripperin Shardene, die eine Affäre mit D’Angelo hat, kann die Sonderkommission einen Stripclub, das Hauptquartier der Barksdales, infiltrieren und D’Angelo festnehmen, der gerade als Heroinkurier aus New York zurückkehrt. Die Nachricht von Wallaces Tod bewegt ihn dazu, gegen seinen Onkel aussagen zu wollen, seine Mutter bringt ihn jedoch wieder davon ab.
Am Ende der Ermittlungen wird D’Angelo in einem großen Gerichtsprozess zu 20 Jahren Haft verurteilt, Avon Barksdale muss hingegen nur sieben Jahre ins Gefängnis. Obwohl auch mehrere Handlanger der Barksdales tot oder inhaftiert sind, läuft der Drogenhandel unter Avons Stellvertreter Stringer Bell weiter, während die erfolgreiche Sonderkommission aufgelöst und ihre aufsässigsten Mitglieder, wie McNulty und Cedric Daniels, strafversetzt werden. Weniger auffällige Ermittler werden hingegen teilweise befördert.

### Staffel 2

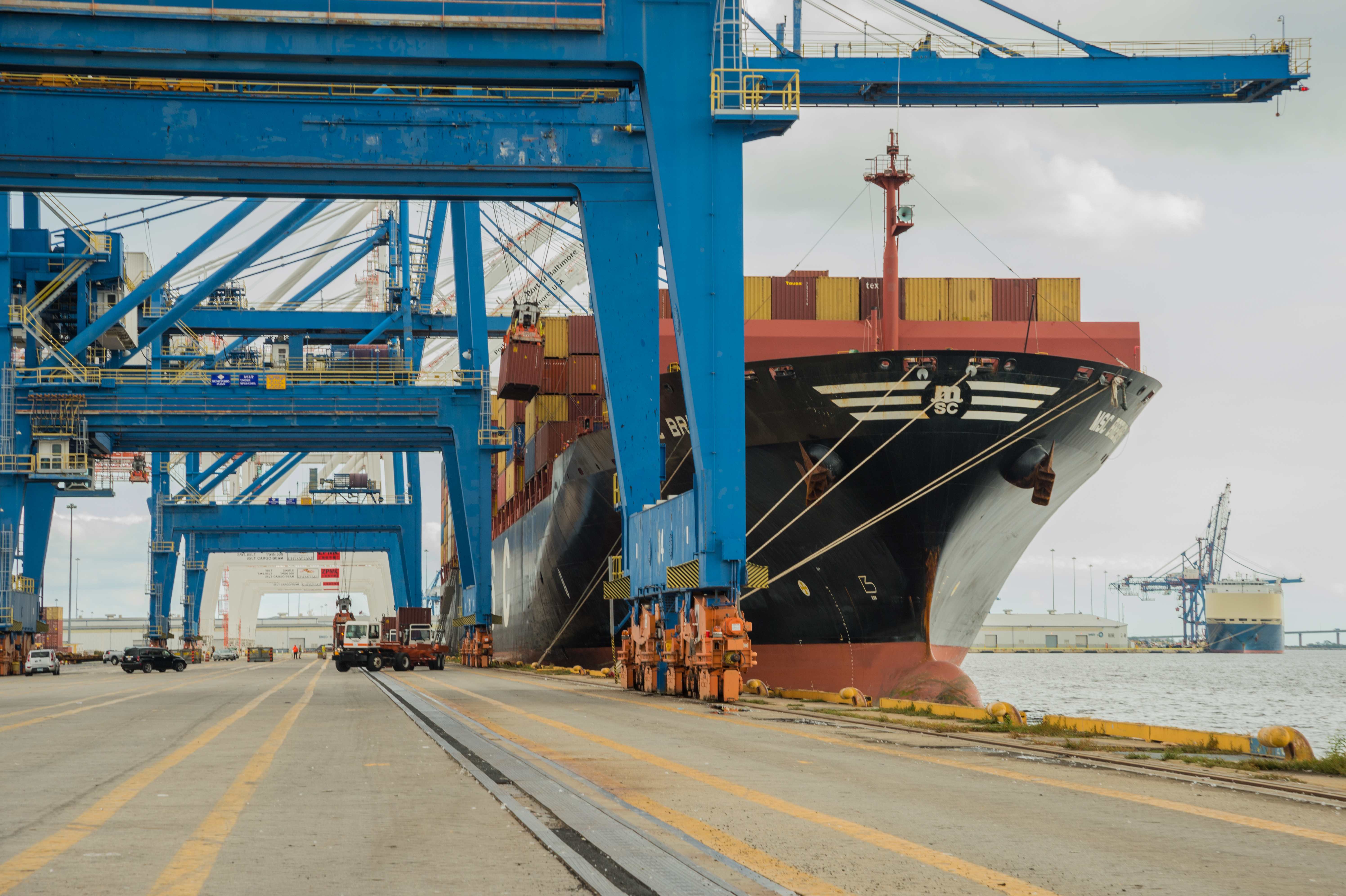
Der Seehafen von Baltimore: Einer der Haupthandlungsorte in der zweiten Staffel.

Die Handlung der zweiten Staffel ist hauptsächlich in der Hafengegend von Baltimore angesiedelt. Im Geheimversteck eines Frachtcontainers werden 13 tote Frauen entdeckt. McNulty, mittlerweile auf ein Polizeiboot strafversetzt, erkennt einen Zusammenhang mit einer nicht identifizierbaren Wasserleiche, die er und ein Kollege kurz zuvor geborgen haben. Dank McNultys Hartnäckigkeit muss sich die Mordkommission dieses Gewaltverbrechens annehmen. Die Frauen waren dazu bestimmt als Zwangsprostituierte für eine Organisation anzuschaffen, die von dem „Griechen“ geleitet wird. Dieser nutzt die finanziellen Nöte der Hafenarbeitergewerkschaft unter Frank Sobotka geschickt aus, um neben Frauen auch Drogen und gestohlene Güter in die Vereinigten Staaten zu schmuggeln. Sobotka versucht, für die Gewerkschaft politischen Einfluss zu erkaufen, um die Finanzierung von Bauprojekten einzuwerben. Diese sollen den Hafen attraktiver machen und der drohenden Gentrifizierung entgegenwirken. Einer von Sobotkas Helfern ist sein besonnener Neffe Nick. Beide versuchen, den unbeholfenen und exzentrischen Ziggy außen vor zu lassen. Ziggy, Sobotkas Sohn, wird von seinen Arbeitskollegen gemobbt und von den Gangstern verlacht. Seine Versuche akzeptiert zu werden, führen im Laufe der zweiten Staffel zu immer waghalsigeren Aktionen. Sie münden in dem Mord an einem der Männer des Griechen, wofür er ins Gefängnis kommt.
Gleichzeitig hat sich Frank Sobotka wegen eines Kirchenfensters mit dem ranghohen Polizeibeamten Stan Valchek angelegt, weswegen eine Sonderkommission eingerichtet wird, die gegen Sobotka und die Gewerkschaft zu ermitteln beginnt. Als klar wird, dass Sobotka mit den Morden in Verbindung stehen könnte, wird auch die Mordkommission hinzugezogen. Sobotka kann wegen Schmuggel angeklagt und der Mord an den Frauen aufgeklärt werden. Auch wird ein Teil der Männer des „Griechen“ verhaftet. Die führenden Köpfe der Organisation können jedoch, durch einen Spitzel beim FBI gewarnt, im letzten Moment untertauchen. Sobotka erklärt sich dazu bereit, mit den Behörden zu kooperieren und sein Insiderwissen über den Griechen und dessen Organisation preiszugeben, um seinem wegen Mordes angeklagten Sohn zu helfen. Ein Angebot des Griechen an Sobotkas Neffen Nick, der durch Manipulation eines Zeugen Ziggys Freispruch erwirken könnte, lehnt Sobotka ab. Sobotka wird daraufhin von den Handlangern des Griechen, bei einem von Nick organisierten Treffen, ermordet.
Das Syndikat des inhaftierten Avon Barksdale hat mit Qualitäts- und Nachschubproblemen bei seinem Drogenhandel zu kämpfen. Stringer Bell, der nach Rücksprachen mit Avon Barksdale das operative Geschäft leitet, entschließt sich deshalb dazu, eigenmächtig und ohne Barksdales Wissen vom East-Side-Konkurrenten Proposition Joe Ware zu beziehen. Proposition Joe, der die Drogen über den „Griechen“ bezieht, erhält im Gegenzug einen Teil des Barksdale-Territoriums. Als Avon davon erfährt, dass Proposition Joe in sein Gebiet vordringt, engagiert er den distinguiert auftretenden New Yorker Auftragsmörder Brother Mouzone, um das verlorene Gebiet zurückzuerobern. Stringer wiederum sieht durch das Erscheinen Brother Mouzones die Kooperation mit Proposition Joe in Gefahr. Da Stringer jedoch weder seine eigenen noch Proposition Joes Leute die Situation mit Brother Mouzone klären lassen kann, hetzt Stringer Omar Little auf Mouzone, indem er behauptet, Mouzone sei für den Foltermord an Omars Liebhaber verantwortlich. Allerdings durchschaut Omar Stringers Winkelzug und lässt Mouzone am Leben.
D’Angelo Barksdale, der zusammen mit Avon im selben Gefängnis inhaftiert ist, wendet sich derweil immer mehr von seinem Onkel und der Familie ab. D’Angelos Verhalten belastet Avon und dessen Schwester zunehmend, worin Stringer ein Problem für die Organisation und deren Handlungsfähigkeit sieht. Aus diesem Grund lässt Stringer D’Angelo ermorden. Da der Mord als Suizid inszeniert wurde, ahnt Avon nicht, dass Stringer hinter der Tat steckt.

### Staffel 3

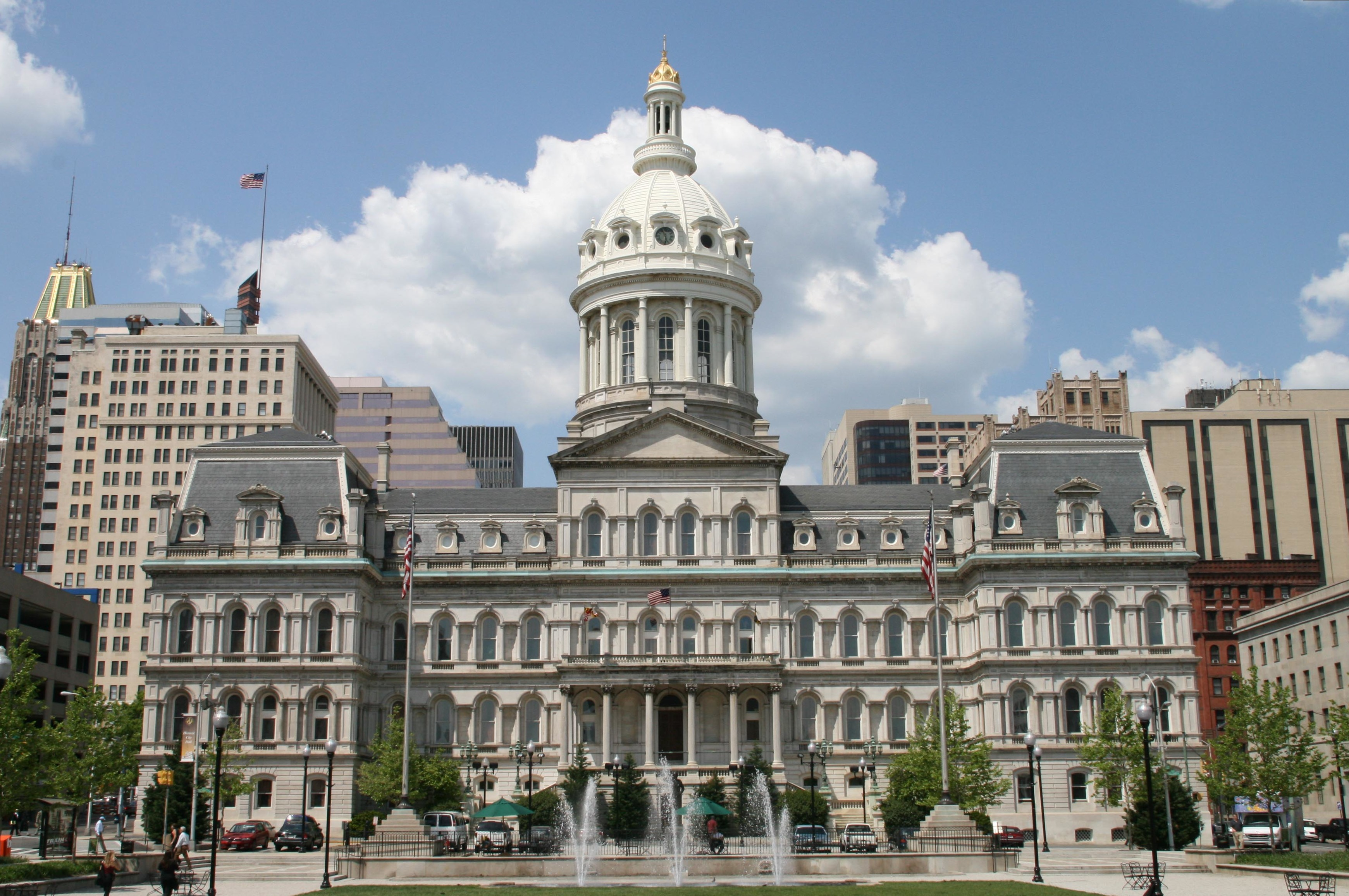
Das Rathaus in Baltimore, ab der dritten Staffel regelmäßiger Handlungsort

Durch den Abriss der Hochhäuser in den Projects hat die Barksdale-Organisation einen Großteil ihres Territoriums verloren, wodurch sie ihre Drogengeschäfte wieder auf die Straßen West-Baltimores verlagern muss. Stringer Bell überzeugt die anderen Drogensyndikate der Stadt davon, sich an dem gemeinsamen Liefernetzwerk zu beteiligen, das er zusammen mit Proposition Joe aufgebaut hat. Ebenso investiert Stringer vermehrt in den Kauf von Grundstücken und Immobilien, um das Geld aus den Drogengeschäften zu waschen und sich politischen Einfluss zu verschaffen. Avon Barksdale, der mittlerweile vorzeitig auf Bewährung entlassen wurde, sieht Stringers Investitionen und die Kooperation mit Proposition Joe jedoch kritisch. Die Beziehung zwischen den beiden Anführern wird zusätzlich durch Stringers Geständnis belastet, D’Angelos Mord beauftragt zu haben. Erschwert wird die Situation durch den Aufstieg des jungen Drogenbosses Marlo Stanfield, der einen Teil von Barksdales Gebiet erobert hat. Avon nimmt dies zum Anlass, einen von Stringer abgelehnten Krieg gegen Stanfield zu beginnen. Unterdessen kehrt Brother Mouzone zurück. Er spürt Omar auf und verbündet sich schließlich mit ihm. Als Avon daraufhin von Mouzone erfährt, dass Stringer Bell Omar auf Mouzone angesetzt hatte, ist Stringer Bells Schicksal besiegelt. Mouzone und Omar lauern Stringer Bell auf und erschießen ihn. Zuvor hatte Stringer allerdings die Polizei über den geheimen Aufenthaltsort von Avon informiert. Kurze Zeit später stürmt die Polizei Avons Versteck und verhaftet ihn. Er muss wieder ins Gefängnis, da er wegen illegalen Waffenbesitzes gegen seine Bewährungsauflagen verstoßen hat.
Durch die steigende Kriminalitätsrate in Baltimore wird die Polizeiführung zunehmend von den Verantwortlichen im Rathaus unter Druck gesetzt. Dieser Druck wird von der Führung direkt an die District Commanders weitergegeben, die durch Vorgaben in der Kriminalitätsstatistik zum Handeln gezwungen werden. Der kurz vor der Pensionierung stehende Major Howard „Bunny“ Colvin richtet daraufhin in seinem Western District drei inoffizielle Duldungszonen für den Drogenverkauf ein und kann dadurch die Kriminalitätsrate massiv senken und die Lebensqualität in seinem District drastisch erhöhen. Als seine höchst illegale Strategie publik wird, führt das zum Ende des „Experiments“ sowie zu seiner Degradierung und letztendlich zum frühzeitigen Ausscheiden aus dem Dienst.
Die Einheit von Cedric Daniels versucht, durch das Abhören von Telefonaten weiter an Beweismaterial gegen Stringer Bell und die Barksdale-Organisation zu gelangen. Da alle wichtigen Entscheidungen im Drogenverkauf aber vollständig über kurzzeitig genutzte Einwegmobiltelefone abgewickelt werden, hält sich der Erfolg in Grenzen. Daraufhin steht die Einheit kurz davor, zu einem anderen Fall abgezogen zu werden. Durch die Hilfe von Major Colvin und McNultys Nachforschungen zu Stringer Bells Immobiliengeschäften kann die Abhöraktion jedoch fortgesetzt werden. Ebenso ermöglicht die Zusammenarbeit mit dem FBI und dem Mobilfunkbetreiber das Abhören der Einwegtelefone. Gegen Ende der dritten Staffel ist Avon Barksdale verhaftet und Daniels wird zum Major und Leiter des Western Districts befördert. Nach Stringer Bells Tod beendet McNulty seinen Dienst bei der Abhöreinheit und arbeitet wieder als Streifenpolizist im Western District.
Der junge idealistische und sehr ehrgeizige Stadtrat Thomas „Tommy“ Carcetti sieht durch die Probleme in Baltimore die Möglichkeit, als Bürgermeister zu kandidieren. In der überwiegend von Schwarzen bewohnten Stadt stehen die Chancen für den weißen Carcetti jedoch schlecht. Ebenso will sich der aktuelle schwarze Amtsinhaber Clarence Royce wiederwählen lassen. Carcetti nutzt daraufhin seine Freundschaft zum schwarzen Stadtrat Tony Gray, um diesen zur Bürgermeisterkandidatur zu überreden. Durch die Manipulation Grays hofft Carcetti, dass sich die Stimmen der schwarzen Bevölkerung auf Royce und Gray verteilen, und er so doch eine Chance bekommt, gewählt zu werden. Gleichzeitig holt er sich mit Theresa D’Agostino eine erfahrene Wahlkampfmanagerin aus Washington, die seiner Kampagne die nötige Professionalität geben soll. Während einer Stadtratssitzung, in der sich die Polizeiführung zu den durch Major Colvin errichteten Drogenduldungszonen äußert, hält Carcetti eine leidenschaftliche Abschlussrede über den Krieg gegen Drogen. Tony Gray erkennt daraufhin, dass Carcetti selbst die Absicht hat, als Bürgermeister zu kandidieren.

### Staffel 4

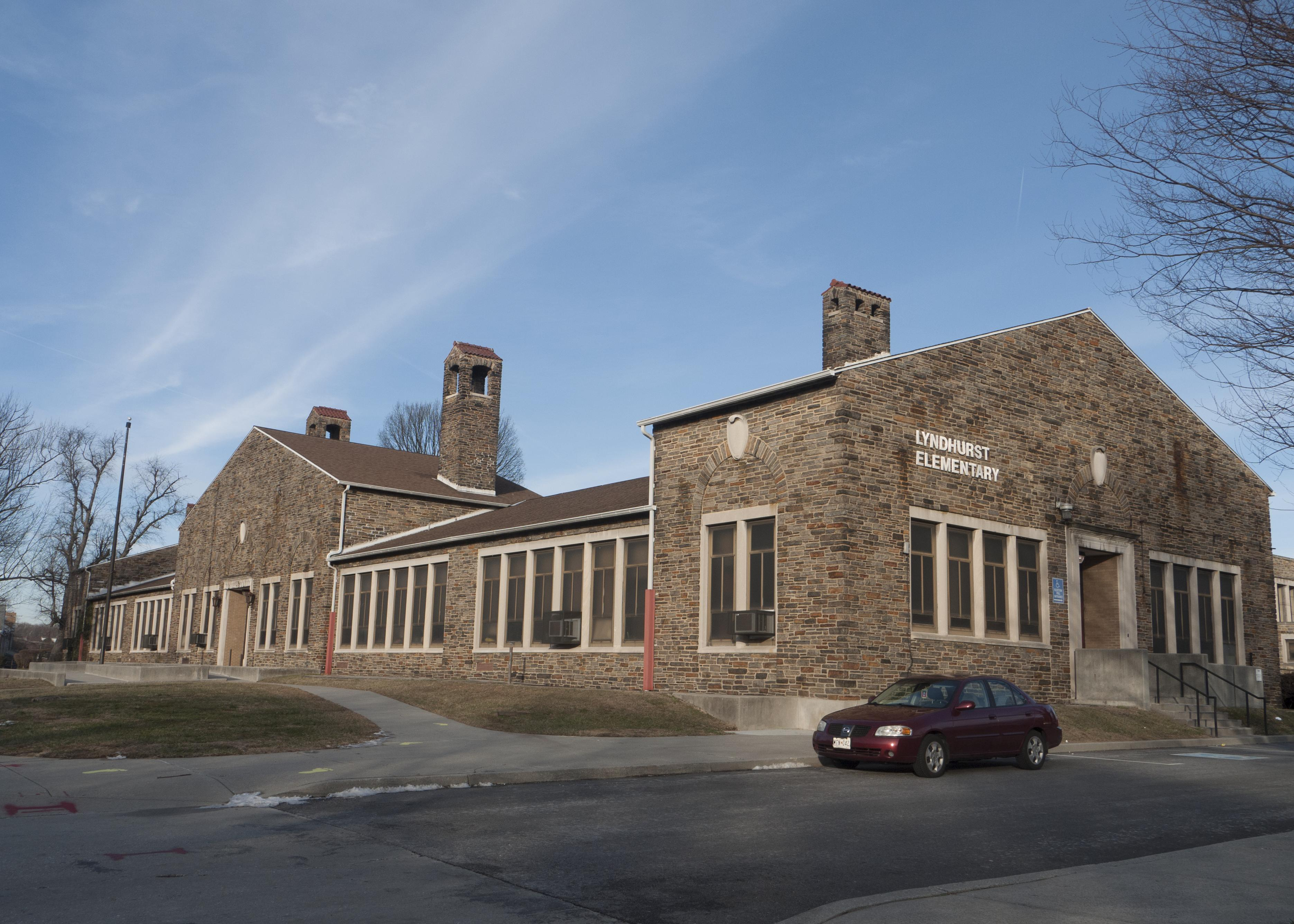
Die vierte Staffel befasst sich neben den bisherigen Themen auch mit dem Bildungswesen.

Nach Stringer Bells Tod und dem erneuten Haftantritt von Avon Barksdale kontrolliert Marlo Stanfield den Großteil des Drogenhandels in West-Baltimore. Da sich Marlo noch immer weigert, dem Liefernetzwerk von Proposition Joe beizutreten, bedient sich Joe eines geschickten Schachzugs. Er verrät Omar den Ort einer illegalen Pokerrunde mit hohen Einsätzen. Dort spielt auch Marlo regelmäßig und wird prompt von Omar ausgeraubt. Marlo tritt nun doch Proposition Joes Dealerring bei, auch um Omar zur Strecke bringen zu können. Im Gegenzug informiert Joe ihn über Interna einiger Polizeiermittlungen. Marlo wiederum hilft Joe beim Beseitigen von New Yorker Gangs, die in East-Side-Territorien vorgedrungen sind. Als Omar erneut zuschlägt und diesmal eine komplette Lieferung Rohheroin erbeutet, die für den gesamten Drogenring bestimmt war, beginnt sich Marlo für Joes Lieferanten, den „Griechen“ und seine Handlanger, zu interessieren.
Für die Schüler Duquan, Namond, Randy und Michael beginnt ihr achtes Schuljahr. An dieser Schule tritt der ehemalige Polizeiermittler Roland „Prez“ Pryzbylewski seine neue Stelle als Lehrer an. Sowohl der Umgang mit seiner eigenen Klasse, insbesondere die Problemfälle, als auch die Vorgaben des Lehrplans und die der Schulleitung bereiten ihm anfänglich erhebliche Schwierigkeiten. Allerdings kümmert er sich auch fürsorglich um Duquan, der aufblüht, jedoch letztlich nicht vom Drogenmilieu loskommt. Einige der besonders schwierigen Schüler, darunter Namond, werden in einem Modellversuch der Universität gesondert unterrichtet. Als Berater dient der ehemalige Major Colvin. Er erkennt das Potenzial von Namond, kann dessen Respekt erringen und ihn dem schlechten Einfluss seiner Mutter entziehen. Randy verdient sich mit dem Verkauf von Süßwaren in der Schule etwas dazu, bis sein schlechtes Urteilsvermögen und ein Fehler von Detective Thomas „Herc“ Hauk ihm den Ruf einbringen, ein Verräter zu sein. Das führt trotz Polizeischutz zu einem Brandanschlag auf seine Pflegemutter, die schwer verletzt wird. Dadurch landet Randy trotz Bemühungen von Sergeant Ellis Carver in einem Waisenhaus. Michael, dessen drogenabhängige Mutter alles tut, um an Geld zu kommen und der ihre beiden Söhne kaum etwas bedeuten, kümmert sich fürsorglich um seinen kleineren Halbbruder „Bug“. Als sein Stiefvater, der ihn offenbar früher sexuell missbraucht hat, aus dem Gefängnis entlassen wird und wieder bei der Familie einzieht, bittet Michael Marlo Stanfield um Hilfe. Marlos Leute erschlagen daraufhin den Stiefvater und Michael schließt sich Marlos Gang an.
Stadtrat Thomas „Tommy“ Carcetti tritt im Primary der Demokraten gegen Bürgermeister Clarence Royce an und schafft es, mit dem Kampagnenthema „Kriminalität“ zu gewinnen. Carcetti beginnt nach seinem Wahlsieg, einige Posten in der Polizei neu zu besetzen und ruft eine neue Zeit der Verbrechensbekämpfung aus, um die Polizeibeamten zu motivieren und eines seiner zentralen Wahlversprechen einlösen zu können. Unter anderem wird der Aufgabenbereich des Polizeichef Burrells eingeschränkt, einer Schlüsselfigur unter Ex-Bürgermeister Royce. Cedric Daniels wird zum Colonel befördert und Chef der Kriminalpolizei. Carcettis Wahlversprechen droht jedoch wegen einer für ihn überraschenden Budgetkrise im Schulbereich nicht umgesetzt werden zu können.
Marlo Stanfields Aufstieg lässt die Ermittlungen der Abhöreinheit ins Stocken geraten, denn er erringt, scheinbar ohne Leichen zu hinterlassen, die Kontrolle über weite Teile West-Baltimores. Neben den Ermittlungen gegen Stanfield untersuchen die Detectives auch den Geldfluss der Barksdale-Spenden. Als die Einheit richterliche Verfügungen gegen ranghohe Politiker und einflussreiche Geschäftsleute erwirkt, schreitet Polizeichef Burrell ein und stoppt die Ermittlungen, nicht zuletzt wegen der heißen Phase des Bürgermeisterwahlkampfs. Die Detectives Lester Freamon und Shakima „Kima“ Greggs werden daraufhin zur Mordkommission versetzt. Der Rest der Einheit wird ebenfalls ausgetauscht und mit der Durchführung von wenig effizienten Razzien beauftragt. Daniels ruft nach seiner Beförderung zum Colonel die Abhöreinheit wieder ins Leben, um die Ermittlungen gegen Marlo Stanfield weiterzuführen. Durch einen Hinweis des Schülers Randy findet Lester in einem leerstehenden Haus eine Leiche. Daraufhin werden alle leerstehenden Häuser des Stadtteils durchsucht und noch weitere 21 Leichen gefunden.

### Staffel 5
Ein Jahr nachdem die 22 Leichen in den leerstehenden Häusern entdeckt wurden, observiert die Abhöreinheit Marlo Stanfield noch immer ohne nennenswerte Fortschritte. Durch das Haushaltsloch im Bildungsbereich muss der nun immer pragmatischer agierende Bürgermeister Carcetti erhebliche Budgetkürzungen im Polizeibereich vornehmen. Davon betroffen ist auch die Abhöreinheit, die daraufhin von den Ermittlungen gegen Stanfield abgezogen werden muss. McNulty, der nach Cedric Daniels’ Beförderung wieder in die Einheit zurückkehrte, wird zur Mordkommission versetzt. Lester Freamon und Leander Sydnor können dank Daniels’ Einsatz aber weiter gegen den korrupten Staatssenator Clay Davis ermitteln. Sie können Davis zwar vor Gericht bringen, dieser kann jedoch vor der Grand Jury den Spieß umdrehen, sodass er trotz erdrückender Beweislast nicht nur freigesprochen wird, sondern vor der Öffentlichkeit besser dasteht als zuvor.
Um die Stanfield-Ermittlungen trotz der Kürzungen weiterführen zu können, manipuliert McNulty die Leichen mehrerer toter Obdachloser. Mit Lesters Hilfe beginnt er so einen Serienmörder zu konstruieren, der bald die Aufmerksamkeit der Polizeiführung und der Öffentlichkeit erlangt. Die von Bürgermeister Carcetti bewilligten Untersuchungsmittel in McNultys fiktivem Fall nutzt Lester, um die Abhöraktion und Observationen gegen Marlo Stanfield fortzusetzen. Da Carcetti als Gouverneur von Maryland kandidieren möchte, nutzt er das öffentliche Interesse an der vermeintlichen Mordserie, um die Versäumnisse der derzeitigen Bundes- und vor allem Staatspolitik, auf deren fehlende finanzielle Unterstützung auch die Kürzungen im Polizeibereich zurückzuführen sind, anzuprangern.
Auch die Tageszeitung Baltimore Sun kämpft mit Kürzungen und Mitarbeiterabbau. Um eine gute Story zu erhalten, nimmt es der Journalist Scott Templeton mit der Wahrheit nicht immer genau. Als er zusammen mit seiner Kollegin Alma detaillierte Informationen von McNulty über den Serienmörder erhält, täuscht Templeton einen Anruf des Mörders auf seinem Telefon vor. Templeton wird daraufhin von der Chefredaktion beauftragt, weiter über den Fall zu berichten. Der Redakteur Augustus „Gus“ Haynes misstraut jedoch Templetons Geschichte und stellt Nachforschungen an.
Drogenboss Marlo Stanfield lernt derweil von Proposition Joe, wie man Geld wäscht und baut seine Kontakte zu den Griechen aus, welche den von Joe gegründeten Drogenring beliefern. Nachdem die Griechen Marlo als neuen Abnehmer akzeptiert haben und Proposition Joe für Marlo nicht mehr nützlich ist, lässt er diesen töten und übernimmt den Vorsitz. Des Weiteren will sich Marlo noch immer an Omar, der sich zwischenzeitlich aus dem Geschäft zurückzogen hat, für den letzten Überfall auf die Drogenlieferung rächen. Um Omar aus der Deckung zu locken, lässt Marlo Omars Freund und Mentor Butchie grausam hinrichten. Omar kehrt daraufhin nach Baltimore zurück und beginnt einen Rachefeldzug. Kurz darauf tappt er in eine Falle, doch er überlebt den Hinterhalt schwer verletzt und beginnt Marlos Männer systematisch zu verfolgen. Nun verbreitet er Furcht und Schrecken, doch bevor es zu einem Blutbad kommt, wird er vollkommen überraschend und eher zufällig von einem kleinen Jungen mit einem Kopfschuss getötet.
Lesters Abhöraktion führt zur Verhaftung von Marlo Stanfield und dessen Leuten, als sie gerade eine Großlieferung Rohheroin abwickeln wollen. In der Zwischenzeit hat jedoch Shakima „Kima“ Greggs die Polizeiführung und das Rathaus über McNultys erfundenen Serienmörder informiert. Da Carcetti die Verhaftungen als großen Erfolg feiert und sie politisch für den bevorstehenden Wahlkampf nutzen möchte, entschließt man sich, mit Ausnahme der Ruhigstellung von McNulty und Lester, vorerst nichts weiter zu unternehmen. Unterdessen zweifelt Stanfields Anwalt Maurice Levy die Beweisführung an, die zur Verhaftung Marlos führte, da in seinen Augen nur eine Abhöraktion die rasante Entschlüsselung des von der Stanfield-Organisation genutzten Geheimcodes erklärt, die Beweise aber laut Polizei ausschließlich durch einen Informanten zustande gekommen sein sollen. Dieser Eindruck wird durch den ehemaligen Detective Thomas „Herc“ Hauk, der jetzt als Verteidigungsermittler für Levy arbeitet und noch immer seine Kontakte zur Polizei pflegt, bestätigt. Ferner entlarvt Lester einen Spitzel im Gericht, der Levy und dessen Mandanten, darunter auch Proposition Joe, mit internen Dokumenten versorgt hat. In Anbetracht dieser Sachlage, bei dem beide Parteien politischen und strafrechtlichen Schaden nehmen könnten, einigen sich die Staatsanwaltschaft und Levy auf einen Deal. Während Marlo Stanfield unter der Auflage, sich aus den kriminellen Geschäften zurückzuziehen, freigelassen wird, werden seine Leute zu Gefängnisstrafen verurteilt. Marlos Vollstrecker Chris Partlow, dem der Mord an Michaels Stiefvater nachgewiesen werden kann, muss sich zusätzlich für die 22 Morde in den leerstehenden Häusern für schuldig bekennen.
Als zwei Obdachlose tot aufgefunden werden, scheint es, als habe der fiktive Serienkiller wieder zugeschlagen, doch McNulty kann dank eindeutiger Spuren einen Nachahmungstäter ausfindig machen. Die Unzurechnungsfähigkeit des geistig behinderten Mörders nutzt die Polizei, um ihm auch die fingierten Morde anzulasten. Daraufhin werden die Ermittlungen eingestellt und der Fall als gelöst betrachtet. Der Journalist Scott Templeton und die Baltimore Sun erhalten für ihre Berichterstattung in McNultys Fall den Pulitzer-Preis, obwohl Gus Haynes die Redaktionsleitung auf Templetons unsauberes journalistisches Arbeiten aufmerksam gemacht hatte.
Nachdem Carcetti vom designierten Polizeichef Cedric Daniels verlangt, für den anstehenden Wahlkampf um das Gouverneursamt die Polizeistatistiken zu fälschen, damit Carcetti sein zentrales Wahlversprechen als Bürgermeister als eingelöst verkaufen kann, tritt Daniels zurück. Marlo Stanfield verkauft seine Kontakte zu dem Drogenlieferanten an die anderen Drogensyndikate Baltimores. In Gesellschaft des Anwalts Levy übt sich Marlo als Geschäftsmann, seine Herkunft, auf den Straßen Baltimores groß geworden zu sein, kann er aber nicht ablegen.
McNulty muss schließlich seine Polizeikarriere beenden und wird von seinen ehemaligen Kollegen mit der traditionellen Begräbnisfeier für verstorbene irischstämmige Polizeibeamte bedacht. Lester geht in den frühzeitigen Ruhestand. In weiteren Schlussszenen wird unter anderem Stanislaus „Stan“ Valchek zum Polizeichef ernannt, Daniels ist als Strafverteidiger tätig und seine Freundin, die ehemalige Staatsanwältin Pearlman, ist nun Richterin. Des Weiteren wird Carcetti Marylands neuer Gouverneur und Rawls Superintendent der Staatspolizei, während der Drogenhandel und der Kampf gegen Drogen auf den Straßen Baltimores weitergehen.

## Produktion

### Entstehung
David Simon arbeitete 13 Jahre lang als Reporter für die Baltimore Sun, wobei er hauptsächlich über Verbrechen und Drogenhandel berichtete. 1988 nahm er sich ein Jahr Auszeit und verfolgte die Arbeit einer Schicht der Mordkommission des Baltimore Police Department. Aus den Erfahrungen entstand das Buch Homicide: Ein Jahr auf mörderischen Straßen, welches bei NBC unter dem Titel Homicide für das Fernsehen adaptiert wurde. Einzelne Dialoge und Szenen aus dem Buch wurden später in The Wire übernommen.

### Besetzung und Synchronisation
Die deutsche Synchronbearbeitung fertigte die Deutsche Synchron aus Berlin an, Dialogregie führte Frank Turba, der auch zusammen mit Frank Schröder für das Dialogbuch verantwortlich war.

#### Polizei
| Rollenname                       | Schauspieler          | Hauptrolle (Episoden) | Nebenrolle (Episoden)                         | Synchronsprecher   |
| -------------------------------- | --------------------- | --------------------- | --------------------------------------------- | ------------------ |
| Det. James „Jimmy“ McNulty       | Dominic West          | 1.01–5.10             |                                               | Tobias Kluckert    |
| Lt. Cedric Daniels               | Lance Reddick         | 1.01–5.10             |                                               | Nicolas König      |
| Det. Shakima „Kima“ Greggs       | Sonja Sohn            | 1.01–5.10             |                                               | Katrin Zimmermann  |
| Maj. William Rawls               | John Doman            | 1.01–5.10             |                                               | Eberhard Haar      |
| Det. William „The Bunk“ Moreland | Wendell Pierce        | 1.01–5.10             |                                               | Marco Kröger       |
| Commissioner Ervin Burrell       | Frankie Faison        | 1.01–4.13             | 5.01–5.04                                     | Axel Lutter        |
| Off. Beatrice „Beadie“ Russell   | Amy Ryan              | 2.01–2.12             | 3.12, 4.03, 4.13, 5.01, 5.04–5.05, 5.08, 5.10 | Debora Weigert     |
| Det. Lester Freamon              | Clarke Peters         | 2.02–5.10             | 1.02–1.13                                     | Reiner Schöne      |
| Det. Thomas „Herc“ Hauk          | Domenick Lombardozzi  | 3.01–5.10             | 1.01–2.12                                     | Frank Schröder     |
| Det. Ellis Carver                | Seth Gilliam          | 3.01–5.10             | 1.01–2.12                                     | Olaf Reichmann     |
| Det. Leander Sydnor              | Corey Parker Robinson | 3.01–5.10             | 1.02–1.12                                     | Karlo Hackenberger |
| Det. Roland „Prez“ Pryzbylewski  | Jim True-Frost        | 3.01–4.13             | 1.02–2.10, 5.10                               | Tim Moeseritz      |
| Maj. Howard „Bunny“ Colvin       | Robert Wisdom         | 3.01–4.13             | 2.09, 5.09                                    | Dieter Memel       |
| Sgt. Jay Landsman                | Delaney Williams      |                       | 1.01–5.10                                     | Hans Hohlbein      |
| Maj. Stanislaus „Stan“ Valchek   | Al Brown              |                       | 1.03–5.10                                     | Kaspar Eichel      |

#### Drogengangs – Bosse, Dealer, Soldaten
| Rollenname                       | Schauspieler       | Hauptrolle (Episoden) | Nebenrolle (Episoden) | Synchronsprecher   |
| -------------------------------- | ------------------ | --------------------- | --------------------- | ------------------ |
| Avon Barksdale                   | Wood Harris        | 1.01–3.12             | 5.02                  | Matti Klemm        |
| Russell „Stringer“ Bell          | Idris Elba         | 1.01–3.12             |                       | Jan-David Rönfeldt |
| D’Angelo Barksdale               | Larry Gilliard Jr. | 1.01–2.06             |                       | David Turba        |
| Spiros „Vondas“ Vondopoulos      | Paul Ben-Victor    | 2.01–2.12             | 4.13, 5.03–5.05, 5.10 | Gerald Paradies    |
| Preston „Bodie“ Broadus          | J. D. Williams     | 3.01–4.13             | 1.01–2.10             | Jesco Wirthgen     |
| Marlo Stanfield                  | Jamie Hector       | 4.01–5.10             | 3.01–3.12             | Nico Sablik        |
| Chris Partlow                    | Gbenga Akinnagbe   | 5.01–5.10             | 3.05–4.13             |                    |
| Roland „Wee-Bey“ Brice           | Hassan Johnson     |                       | 1.01–5.10             | Sebastian Schulz   |
| Malik „Poot“ Carr                | Tray Chaney        |                       | 1.01–5.08             | Ricardo Richter    |
| Joseph „Proposition Joe“ Stewart | Robert F. Chew     |                       | 1.09–5.04             | Tom Deininger      |
| „Der Grieche“                    | Bill Raymond       |                       | 2.01–5.10             | Klaus Lochthove    |
| Sergej Malatov                   | Chris Ashworth     |                       | 2.01–5.02             | Sven Gerhardt      |
| Calvin „Cheese“ Wagstaff         | Method Man         |                       | 2.05–5.10             | Ozan Ünal          |
| „Slim Charles“                   | Anwan Glover       |                       | 3.01–5.10             | Sascha Rotermund   |
| Felicia „Snoop“ Pearson          | Felicia Pearson    |                       | 3.06–5.09             | Michael Wiesner    |
| „Monk“ Metcalf                   | Kwame Patterson    |                       | 4.01–5.10             | Marco Ammer        |

#### Schüler und weitere Bewohner West-Baltimores
| Rollenname                 | Schauspieler        | Hauptrolle (Episoden) | Nebenrolle (Episoden) | Synchronsprecher     |
| -------------------------- | ------------------- | --------------------- | --------------------- | -------------------- |
| Reginald „Bubbles“ Cousins | Andre Royo          | 1.01–5.10             |                       | Thomas Petruo        |
| Omar Little                | Michael K. Williams | 3.02–5.08             | 1.03–2.12             | Tommy Morgenstern    |
| Dennis „Cutty“ Wise        | Chad Coleman        | 4.02–4.13             | 3.01–3.12, 5.05       | Lutz Schnell         |
| Michael „Mike“ Lee         | Tristan Wilds       | 5.01–5.10             | 4.01–4.13             | Konrad Bösherz       |
| Duquan „Dukie“ Weems       | Jermaine Crawford   | 5.01–5.10             | 4.01–4.13             | Marcel Mann          |
| Namond Brice               | Julito McCullum     |                       | 4.01–4.13, 5.09       | Wilhelm-Rafael Garth |
| Randy Wagstaff             | Maestro Harrell     |                       | 4.01–4.13, 5.06       |                      |

#### Sonstige
| Rollenname                      | Schauspieler       | Hauptrolle (Episoden) | Nebenrolle (Episoden)                       | Synchronsprecher                                             |
| ------------------------------- | ------------------ | --------------------- | ------------------------------------------- | ------------------------------------------------------------ |
| Rhonda Pearlman                 | Deirdre Lovejoy    | 1.01–5.10             |                                             | Isabella Grothe                                              |
| Frank Sobotka                   | Chris Bauer        | 2.01–2.12             |                                             | Uwe Büschken                                                 |
| Thomas „Tommy“ Carcetti         | Aidan Gillen       | 3.01–5.10             |                                             | Sebastian Christoph Jacob                                    |
| Theresa D’Agostino              | Brandy Burre       | 3.04–3.10             | 4.01–4.06                                   |                                                              |
| Clarence Royce                  | Glynn Turman       | 4.01–4.07             | 3.01–3.12, 5.05                             | Rüdiger Evers                                                |
| Norman Wilson                   | Reg E. Cathey      | 4.01–5.10             |                                             | Jürgen Kluckert                                              |
| Maurice Levy                    | Michael Kostroff   | 5.01–5.10             | 1.01–4.07                                   | Detlef Gieß                                                  |
| Michael Steintorf               | Neal Huff          | 5.01–5.10             | 4.12–4.13                                   | Christoph Banken                                             |
| Augustus „Gus“ Haynes           | Clark Johnson      | 5.01–5.10             |                                             | Frank Röth                                                   |
| Scott Templeton                 | Thomas McCarthy    | 5.01–5.10             |                                             | Jan Kurbjuweit                                               |
| Alma Gutierrez                  | Michelle Paress    | 5.01–5.10             |                                             | Peggy Sander                                                 |
| Senator R. Clayton „Clay“ Davis | Isiah Whitlock Jr. | 5.02–5.09             | 1.07–4.13                                   | Peter Reinhardt                                              |
| Daniel Phelan                   | Peter Gerety       |                       | 1.01–1.10, 2.06, 3.10–3.11, 5.06–5.07, 5.10 | Hans-W. Bussinger (Staffel 1–3), Frank-O. Schenk (Staffel 5) |
| Nickolas „Nick“ Sobotka         | Pablo Schreiber    |                       | 2.01–5.06                                   | Tim Sander                                                   |
| Chester „Ziggy“ Sobotka         | James Ransone      |                       | 2.01–2.12                                   | Dirk Stollberg                                               |

#### Cameo-Auftritte
Eine Reihe von Mitarbeitern spielt innerhalb der Serie eine Rolle oder hat einen Cameo-Auftritt. Produzent Robert F. Colesberry spielte die Rolle des Det. Ray Cole, anlässlich seines Todes wurde in der Serie für die Figur eine Trauerfeier abgehalten. David Simon stellt eine Frage, als Teil der Presse bei der Verhaftung Sobotkas. Simons Frau ist kurz in den Räumen der Baltimore Sun zu sehen. Autor William F. Zorzi hat eine Sprechrolle als Chef in der Baltimore Sun. Der Sänger Steve Earle, der das Titellied in Staffel 5 singt, spielt den Ex-Junkie und NA-Mitglied Walon. Clark Johnson, der in drei Folgen der ersten Staffel und in der letzten The-Wire-Folge Regie führte, spielt in der fünften Staffel den Redakteur Augustus „Gus“ Haynes. Die Rolle des Calvin Wagstaff alias „Cheese“ wurde in 13 Folgen von dem bekannten Rapper Method Man übernommen. Die fiktive Figur des Det. John Munch (Richard Belzer), bekannt aus Homicide und Law & Order: New York, hat in der siebten Episode der fünften Staffel einen Gastauftritt.

### Produktionsprozess und Dreharbeiten
Simon hatte dem Bürgermeister von Baltimore angeboten, anderswo zu drehen, sollte er ein Problem mit noch einer düsteren Serie über Baltimore haben, bekam aber die Antwort: „Mach es!“ In Stadt und Bundesstaat profitierten, laut des „Maryland Film Office“, 672 Unternehmen vom Dreh der fünften Staffel. Auch wenn der Dreh einer Staffel, laut David Simon, nur 35 Millionen Dollar kostete und damit für US-amerikanische Fernsehverhältnisse billig war.
Ein großer Teil der Handlung spielt sich in West-Baltimore ab, gedreht wurden die Außenaufnahmen aber vornehmlich im Osten der Stadt. Dort waren zum einen mehr Häuser verlassen, was für mehr Ruhe am Filmset sorgte, als auch weniger Bäume vorhanden, wodurch weniger Rücksicht auf den Verlauf der Jahreszeiten genommen werden musste.
Simon erhielt zwar von der Baltimore Sun die Erlaubnis, den Namen in der Serie zu nutzen, es durften aber keine Szenen in den Räumen der Zeitung gedreht werden und kein Mitarbeiter auftreten.
Produzent Bob Colesberry hatte HBO das 16:9-Format vorgeschlagen, was sich in höheren Produktionskosten niedergeschlagen hätte. Daher wurden die ersten beiden Staffeln in 4:3 gefilmt. Für die dritte Staffel bot HBO an, auf 16:9 und das HD-Format umzustellen. In einer Kollektiventscheidung der Serienmacher wurde dieses Angebot ausgeschlagen, um den visuellen Stil, der sich durch das Format ergeben hatte, beizubehalten.
Gefilmt wurde mit einer Kamera, eine zweite kam nur zum Einsatz, wenn viele Schauspieler in einer Szene auftraten. Die Hauptkamera stand normalerweise auf Schienen, ein Objektiv längerer Brennweite kam für Großaufnahmen zum Einsatz. Standen Schauspieler der Kamera im Weg, wurde die Kamera bewegt, damit sich die Schauspieler auf die Rolle konzentrieren konnten. Der Film- und Literaturwissenschaftler Daniel Eschkötter bezeichnet die Kameraarbeit als „…oft elegant, ohne dabei aufdringlich zu sein…“ und weist darauf hin, dass Totale häufiger verwendet werden, als üblicherweise im Fernsehen.
Für die ersten zweieinhalb Staffeln stand die deutsche Kamerafrau Uta Briesewitz hinter der Kamera. Der Auftrag gab ihr eine Karriereperspektive. Nach 29 Folgen nahm sie ein anderes Angebot an, um nicht auf düstere Fernsehserien festgelegt zu werden. Über Robert Colesberry sagte sie in einem Interview:

“I thought how courageous it was for a producer to tell HBO that he wanted to hire this young woman, who they never heard of, to shoot this really tough show in Baltimore. It must have been a fight for him, to get me approved.”

„Ich dachte mir, wie mutig es von einem Produzenten war, HBO zu berichten, dass er diese junge Frau einstellen wollte, von der sie noch nie gehört hatten, um diese wirklich schwierige Fernsehserie in Baltimore zu drehen. Es muss ein Kampf für ihn gewesen sein, mich genehmigt zu bekommen.“

### Musik
Titelmelodie der Serie ist das Lied Way Down in the Hole aus Tom Waits’ Album Franks Wild Years von 1987. In jeder Staffel wird dabei eine andere Version des Stückes genutzt. Sänger sind The Blind Boys of Alabama, in der zweiten Staffel Tom Waits selbst, dann die Neville Brothers. Die vierte Staffel nutzt, passend zum Thema Erziehung und Schule, eine Aufnahme der fünf Jugendlichen Ivan Ashford, Markel Steele, Cameron Brown, Tariq Al-Sabir, und Avery Bargasse, allesamt aus Baltimore stammend. Der letzte Sänger ist Steve Earle.
Die Bildmontage am Ende jeder Staffel wird unterlegt von, in dieser Reihenfolge, Step by Step von Jesse Winchester, I Feel Alright von Steve Earle, Fast Train, geschrieben von Van Morrison und gesungen von Solomon Burke und in der vierten Staffel I Walk on Gilded Splinters, komponiert von Dr. John und aufgeführt von Paul Weller. Am Ende der Serie wird eine längere Fassung von Way Down In The Hole in der Version der ersten Staffel von den Blind Boys of Alabama genutzt.
In der Serie selbst wird Musik, bis auf wenige Ausnahmen, nur gespielt, wenn in der Szene eine entsprechende Quelle, wie zum Beispiel ein Autoradio oder eine Jukebox, vorhanden ist.
Musik und Sprachaufnahmen aus der Serie sind auf dem Soundtrack The Wire: And All the Pieces Matter – Five Years of Music from The Wire, veröffentlicht am 8. Januar 2008 bei Nonesuch Records, zu finden. Ein zweites Album Beyond Hamsterdam beinhaltet Musik lokaler Künstler.

## Thematik

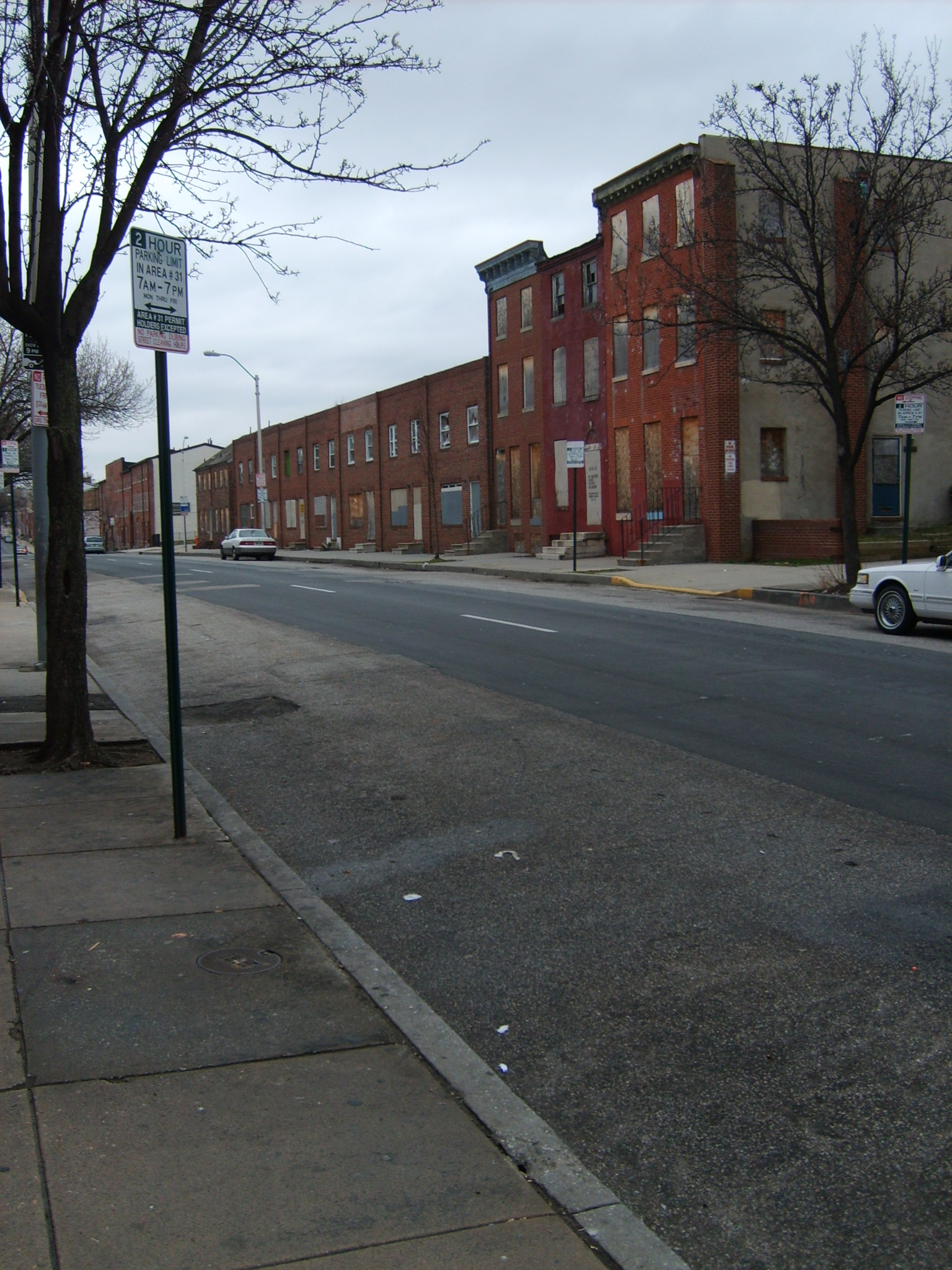
Straße in West-Baltimore mit den typischen Treppenaufgängen, die in der Serie als typischer Aufenthaltsort der Dealer präsentiert werden. Bevorzugt an Kreuzungen, was ihnen den Namen „corner boys“ (wörtlich „Eckenjungen“) einbringt.

Der War on Drugs und die Folgen sind in der Serie allgegenwärtig. Die Produzenten bringen, sowohl innerhalb als auch außerhalb der Serie, mehrfach zum Ausdruck, dass sie den Krieg als gescheitert und längst einem anderen Zweck dienend sehen:

“And what once began, perhaps, as a battle against dangerous substances long ago transformed itself into a venal war on our underclass.”

„Und was einst, vielleicht, als ein Kampf gegen gefährliche Substanzen begann, hat sich schon vor langer Zeit zu einem korrupten Krieg gegen unsere Unterschicht gewandelt.“

Beispielhaft fragen sich die Polizisten „Herc“ und „Carv“, ob sie gewonnen hätten, als die Straßen während eines Basketballspiels wie leer gefegt sind. Der Feind sind nicht mehr die Gangs, sondern die Sozialsiedlungen und ihre Bewohner an sich, der Krieg gegen Drogen kann nicht für, sondern nur gegen sie gewonnen werden.

## Ausstrahlung
Premiere hatte die Serie am 2. Juni 2002 auf dem Pay-TV-Sender HBO in den USA. Die letzte Folge wurde am 9. März 2008 ausgestrahlt.
In Deutschland liefen die ersten beiden Staffeln der Serie vom 9. September 2008 bis 26. Februar 2009 auf dem Pay-TV-Sender FOX Channel. Vom Dezember 2009 bis Februar 2010 wurde auf demselben Sender die dritte Staffel ausgestrahlt, die vierte Staffel war vom 5. März bis 4. Juni 2010 zu sehen. Die letzte und fünfte Staffel lief jeweils mit einer Doppelfolge im Anschluss daran. 2010 zeigte das ZDF Interesse, die Ausstrahlungsrechte für das deutsche Free-TV zu erwerben. Alle anderen großen Sender lehnten ab, begründet mit der Komplexität der Serie oder schlechten Erfahrungen mit US-amerikanischen Serien in der Vergangenheit.
Ende 2014 wurde für die komplette Serie ein Remastering im 16:9-Format in HD durchgeführt. Mit einigen für das neue Format geänderten Szenen, wurden alle Episoden Ende Dezember 2014 auf dem Spartensender HBO Signature ausgestrahlt und über den Streaming-Internetdienst HBO Go angeboten. Die HD-Version wurde am 5. Januar 2015 auf weiteren Video-on-Demand-Plattformen (iTunes, Google Play, Xbox Video und Vudu) veröffentlicht.

## Prequel-Shorts
Nach Ende der Serie wurde von Fans des Öfteren eine Fortsetzung gefordert. Prominentestes Beispiel ist der ehemalige US-Generalbundesanwalt Eric Holder. Anlässlich einer Veranstaltung zur Drogenprävention mit den The-Wire-Schauspielern Pierce, Sohn und True-Frost im Juni 2011 „befahl“ er, eine sechste Staffel oder zumindest einen Film zu drehen. Simon erklärte sich bereit dazu, wenn das Justizministerium der Vereinigten Staaten sich im Gegenzug bereit erkläre, die verfehlte Drogenpolitik zu überdenken. Bereits 2008 war David Simon von seinen Schauspielern Dominic West, Wendell Pierce und Sonja Sohn gedrängt worden, einen Film zur Serie zu drehen.
Die DVD-Version der fünften Staffel enthält drei kurze Prequels, in denen prägende Momente in der Vorgeschichte von McNulty, Omar Little und Proposition Joe gezeigt werden.

## Rezeption
Die Macher der Serie Parks and Recreation, Greg Daniels und Michael Schur, ließen sich von der Darstellung der Lokalpolitik in The Wire inspirieren. Deutsche Serien, besonders Kriminalserien mit hohem Anspruch wie KDD – Kriminaldauerdienst und Im Angesicht des Verbrechens, werden von Kritikern und Zuschauern an The Wire gemessen.

### Kritiken
Die erste Staffel erhielt von Kritikern positive Beurteilungen.
Einige bewerteten sie besser als HBOs noch bekanntere Dramaserien wie Die Sopranos und Six Feet Under. Ein Kritiker meinte, die Serie beinhalte die Rückkehr zu früheren Themen von HBO und David Simon, sei aber trotzdem sehenswert und äußerst aktuell, da Parallelen zwischen Antiterrorismus und dem Kampf gegen Drogen gezogen werden.
Trotz der positiven Kritiken erhielt The Wire schlechte Nielsen Ratings. Dies führte David Simon auf die Komplexität der Handlung, die häufige Verwendung von Slang sowie die überwiegend schwarze Besetzung zurück. Kritikern zufolge stellte die Sendung die Aufmerksamkeitsspanne ihrer Zuschauer auf die Probe. Außerdem sei ein schlechter Zeitpunkt für den Serienstart gewählt worden, da kurze Zeit zuvor auch die erfolgreiche Krimiserie The Shield gestartet worden war.
The Guardian beschrieb die zweite Staffel als kraftvoller als die erste Staffel und lobte sie für die Dekonstruktion des bisherigen Kerns der Serie und ihren Willen, sich auf unbekanntes Terrain zu begeben.
Ein Kritiker der Zeitung Boston Phoenix war der Meinung, die Handlung an den Docks sei nicht so fesselnd wie die der Sozialbauten. Die Rezension lobte jedoch die Autoren für die Erschaffung einer realistischen Umgebung sowie für die Vielzahl an interessanten und realistischen Charakteren.
Stephen King sieht die vierte Staffel als diejenige an, in der die Show zum Klassiker wird, die in 25 Jahren noch diskutiert wird. Für ihn ist Baltimore eine Grabstätte, die Einwohner sind lebende Tote – und The Wire eine Version von Dantes Inferno. Besonders beeindruckt ihn Snoop, die er als

“perhaps the most terrifying female villain to ever appear in a television series”

„möglicherweise der furchteinflößendste weibliche Bösewicht, der jemals in einer Fernsehserie auftrat“

bezeichnet.
Im deutschen Sprachraum wurde die Serie hoch gelobt. So wird sie bei Spiegel Online als „ein gesellschaftskritisches Meisterwerk von epischer Komplexität“ beschrieben. Richard Kämmerlings schreibt in der FAZ: „Kein Roman hat mich so beschäftigt wie ‚The Wire‘ – das ist auch so zu verstehen: ‚The Wire‘ ist ein Roman. Einer der besten.“. Für Die Zeit ist es 2007 „die beste Fernsehserie der Welt“. Die Neue Zürcher Zeitung bezeichnet die Serie als „Hochpolitisch, tragisch, kompromisslos, authentisch, einfühlsam und zutiefst beeindruckend“.
Im Oktober 2021 wählte die BBC The Wire auf Platz 1 der besten Fernsehserien des 21. Jahrhunderts.

#### Bewertungsübersicht
Auf der Kritikaggregator-Website Rotten Tomatoes fallen 94 % der gesammelten 145 Rezensionen positiv aus, auf Metacritic sind es 91 von 95 Kritiken.
| Staffel | Durchschnittliche Bewertung auf … | Durchschnittliche Bewertung auf … | Durchschnittliche Bewertung auf … | Durchschnittliche Bewertung auf … |
| Staffel | Rotten Tomatoes                   | Rotten Tomatoes                   | Metascore                         | Metascore                         |
| Staffel | Relativ, von 10                   | Anzahl der Rezensionen            | Relativ, von 100                  | Anzahl der Kritiken               |
| ------- | --------------------------------- | --------------------------------- | --------------------------------- | --------------------------------- |
| 1       | 9,5                               | 35                                | 79                                | 22                                |
| 2       | 8,8                               | 21                                | 95                                | 17                                |
| 3       | 10                                | 21                                | 98                                | 11                                |
| 4       | 9,7                               | 24                                | 98                                | 21                                |
| 5       | 9,8                               | 44                                | 89                                | 24                                |

### Politische Rezeption
Laut der Las Vegas Sun ist The Wire die Lieblingsshow des ehemaligen US-Präsidenten Barack Obama, seine Lieblingsfigur, weil am faszinierendsten, Omar Little.
Der Gewinner der isländischen Kommunalwahlen von 2010 für die Stadt Reykjavík, Jón Gnarr, empfahl seinen möglichen Koalitionspartnern im Vorfeld der Wahl, sich die Serie anzusehen, da er mit niemandem koalieren würde, der sich diese Serie nicht angesehen habe.

### Akademische Rezeption
The Wire diente als Grundlage für Kurse an der Harvard University, an der Phillips Academy, an dem Middlebury College, der University of California, der Duke University und Berkeley. 2011 wurde ein zweitägiges Seminar zu der Serie an dem Institut für Interdisziplinäre Studien an der Universität von Amsterdam abgehalten.

### Auszeichnungen
Obwohl die Serie von Kritikern gefeiert wurde, hat sie nie den begehrtesten Fernsehpreis der Welt, den Emmy, gewonnen. Der US-amerikanischen Kolumnist Joe Klein sagte daraufhin:

The Wire hasn’t won an Emmy? The Wire should get the Nobel Prize for Literature!

„The Wire hat keinen Emmy gewonnen? The Wire sollte den Literaturnobelpreis bekommen!“

| Status    | Jahr | Preis                                | Für                                                      |
| --------- | ---- | ------------------------------------ | -------------------------------------------------------- |
| Gewonnen  | 2002 | TIME Magazine’s Best/Worst List      | Beste Fernsehserie                                       |
| Gewonnen  | 2003 | Peabody Award                        | [ 68 ]                                                   |
| Gewonnen  | 2003 | American Film Institute Award        | Television Program of the Year                           |
| Nominiert | 2003 | Edgar Award                          | Best Television Episode                                  |
| Nominiert | 2003 | Image Award                          | Beste Serie – Drama                                      |
| Nominiert | 2003 | Television Critics Association Award | Program of the Year                                      |
| Nominiert | 2003 | Television Critics Association Award | Outstanding New Program                                  |
| Nominiert | 2003 | Television Critics Association Award | Outstanding Achievement in Drama                         |
| Gewonnen  | 2004 | ASCAP Award                          | Film & Music TV Award                                    |
| Nominiert | 2004 | Image Award                          | Beste Serie – Drama                                      |
| Nominiert | 2004 | Image Award                          | Bester Serien-Hauptdarsteller – Drama für Wendell Pierce |
| Nominiert | 2004 | Television Critics Association Award | Outstanding Achievement in Drama                         |
| Gewählt   | 2005 | Broadcasting & Cable Critics Poll    | Beste Dramaserie                                         |
| Nominiert | 2005 | Emmy Award                           | Outstanding Writing for a Drama Series                   |
| Nominiert | 2005 | Image Award                          | Beste Serie – Drama                                      |
| Nominiert | 2005 | Image Award                          | Bester Serien-Nebendarsteller – Drama für Idris Elba     |
| Nominiert | 2005 | Image Award                          | Beste Serien-Nebendarstellerin – Drama für Sonja Sohn    |
| Gewonnen  | 2006 | TIME Magazine’s 10 Best TV Shows     | Top Television Show                                      |
| Gewonnen  | 2008 | WGA Award                            | Dramatic Series                                          |
| Nominiert | 2008 | WGA Award                            | Episodic drama                                           |
| Nominiert | 2008 | Emmy Award                           | Outstanding Writing for a Drama Series                   |
| Nominiert | 2009 | WGA Award                            | Dramatic series                                          |
| Gewonnen  | 2009 | Crime Thriller Award                 | The International TV Dagger for best TV crime thriller   |
| Gewonnen  | 2009 | Crime Thriller Award                 | Best Actor für Dominic West                              |

## DVD- und Blu-ray-Veröffentlichung
In den USA und Großbritannien sind alle fünf Staffeln auf DVD erhältlich. In Deutschland erschien die erste Staffel am 12. November 2010. Die zweite Staffel ist in Deutschland seit Mai 2011 erhältlich. Die dritte Staffel wurde am 13. Juli 2012 veröffentlicht; die vierte am 14. September 2012. Die Veröffentlichung der fünften Staffel erfolgte am 9. November 2012.
Eine Remastering-Fassung der Serie erschien in den USA und Großbritannien Anfang Juni 2015 auf Blu-ray Disc. Diese enthält alle Folgen der fünf Staffeln in HD-Auflösung und 16:9-Format. In Deutschland erschien die Blu-ray am 25. Juni 2015.